# L'Abergement-de-Varey
L'Abergement-de-Varey è un comune francese situato nel dipartimento dell'Ain della regione Alvernia-Rodano-Alpi.

## Storia

### Simboli
Lo stemma comunale si rifà al blasone della nobile famiglia de Bachod, storicamente legata al territorio (d'azzurro, alla montagna di tre vette d'oro, sormontata da una stella dello stesso accostata da due crocette d'argento).

## Società

### Evoluzione demografica
Abitanti censiti